# Biathlon aux Jeux olympiques de 2022 - Qualifications
Ce qui suit concerne les règles de qualification et l'attribution des quotas pour le biathlon aux Jeux olympiques d'hiver de 2022.

## Répartition des quotas
Un quota total de 210 athlètes est autorisé aux Jeux (105 hommes et femmes). Les 93 premières places de quotas, par sexe, sont attribuées en utilisant une combinaison des scores de la Coupe des Nations des saisons 2020-2021 et 2021-2022. Les scores sont arrêtés le 16 janvier 2022. Les 12 dernières places, par sexe, sont attribuées à l'aide de la liste des points de qualification de l'IBU, aux nations qui n'ont pas encore qualifié d'athlètes, avec un maximum de deux par nation.
Après l'arrêt des points le 16 janvier 2022, les nations sont classées, pour chaque sexe. Les nations classées aux rangs 1 à 3 qualifieront six athlètes, celles aux rangs 4 à 10 cinq athlètes et celles aux rangs 11 à 20 quatre athlètes.
Les douze dernières places dans chaque sexe sont attribuées individuellement à partir de la liste des points de qualification de l'IBU jusqu'à un maximum de deux pour une nation, parmi des nations qui n'étaient pas dans les 20 premières, et donc non qualifiées.
Deux de ces places seront utilisées par la Chine, pays hôte, s'il n'est pas déjà qualifié. Le pays hôte ne peut commencer que dans les compétitions de relais pour lesquelles il a suffisamment d'athlètes qualifiés. La réattribution des quotas inutilisés se fera à partir de la liste des points de qualification IBU pour les nations qui ne se sont pas encore qualifiées ou qui n'ont qu'un seul qualifié. Pour chaque épreuve, un maximum de 4 athlètes par pays peuvent concourir, à l'exception du départ en ligne (Mass Start) dans laquelle il est possible de  qualifier jusqu'à 6 athlètes.

### Exigences minimales
Au cours de la 2020/21 ou 2021/22 saison de la Coupe du monde de biathlon, l'athlète doit avoir deux résultats à l'IBU Cup, aux Championnats d'Europe, aux Championnats du Monde ou lors d'une étape de la Coupe du Monde en Sprint ou en individuel, et doivent avoir au moins 150 points au classements de l'IBU.
Il est aussi possible d'avoir deux classements dans la partie supérieure aux Championnats du monde juniors. Une combinaison des deux critères est possible.
Tous les membres du relais doivent également satisfaire à cette exigence pour y prendre part.

## Résumé des qualifications
| Nations           | Hommes | Femmes | Total |
| ----------------- | ------ | ------ | ----- |
| Autriche          | 5      | 5      | 10    |
| Belgique          | 4      | 1      | 5     |
| Biélorussie       | 5      | 5      | 10    |
| Bulgarie          | 4      | 4      | 8     |
| Canada            | 4      | 4      | 8     |
| Chine             | 4      | 4      | 8     |
| Tchéquie          | 5      | 5      | 10    |
| Danemark          | 0      | 1      | 1     |
| Estonie           | 4      | 4      | 8     |
| Finlande          | 4      | 4      | 8     |
| France            | 6      | 6      | 12    |
| Allemagne         | 6      | 5      | 11    |
| Italie            | 5      | 5      | 10    |
| Japon             | 2      | 4      | 6     |
| Kazakhstan        | 2      | 1      | 3     |
| Lettonie          | 0      | 1      | 1     |
| Lituanie          | 4      | 1      | 5     |
| Moldavie          | 2      | 2      | 4     |
| Nouvelle-Zélande  | 1      | 0      | 1     |
| Norvège           | 6      | 6      | 12    |
| Pologne           | 1      | 4      | 5     |
| Roumanie          | 1      | 1      | 2     |
| ROC (Russie)      | 5      | 5      | 10    |
| Slovaquie         | 4      | 4      | 8     |
| Slovénie          | 4      | 2      | 6     |
| Corée du Sud      | 1      | 2      | 3     |
| Suède             | 5      | 6      | 11    |
| Suisse            | 4      | 4      | 8     |
| Ukraine           | 5      | 5      | 10    |
| États-Unis        | 4      | 4      | 8     |
| Total: 30 Nations | 107    | 105    | 212   |

## Classement des qualifications
|  | Six athlètes qualifiés                          |
|  | Cinq athlètes qualifiés                         |
|  | Quatre athlètes qualifiés                       |
|  | Deux athlètes qualifiés par les points de l'IBU |
|  | Un athlète qualifié par les points de l'IBU     |

| Classement | Pays              | Points à la Coupe des Nations |
| ---------- | ----------------- | ----------------------------- |
| 1          | Norvège           | 4832                          |
| 2          | France            | 4632                          |
| 3          | Allemagne         | 4392                          |
| 4          | ROC (Russie)      | 4343                          |
| 5          | Suède             | 4338                          |
| 6          | Italie            | 3889                          |
| 7          | Biélorussie       | 3811                          |
| 8          | Autriche          | 3740                          |
| 9          | Ukraine           | 3734                          |
| 10         | Tchéquie          | 3359                          |
| 11         | Slovénie          | 3251                          |
| 12         | Canada            | 3184                          |
| 13         | Suisse            | 3123                          |
| 14         | États-Unis        | 3066                          |
| 15         | Finlande          | 3061                          |
| 16         | Lituanie          | 2574                          |
| 17         | Bulgarie          | 2417                          |
| 18         | Belgique          | 2415                          |
| 19         | Estonie           | 2285                          |
| 20         | Slovaquie         | 2268                          |
| 21         | Japon             | 2181                          |
| 22         | Lettonie          | 1980                          |
| 23         | Roumanie          | 1869                          |
| 24         | Pologne           | 1864                          |
| 25         | Kazakhstan        | 1740                          |
| 26         | Chine             | 1515                          |
| 27         | Moldavie          | 1498                          |
| 28         | Corée du Sud      | 766                           |
| 29         | Croatie           | 585                           |
| 30         | Nouvelle-Zélande  | 494                           |
| 31         | Serbie            | 396                           |
| 32         | Grèce             | 281                           |
| 33         | Mongolie          | 58                            |
| 34         | Espagne           | 48                            |
| 35         | Grande-Bretagne   | 46                            |
| 36         | Hongrie           | 36                            |
| 37         | Macédoine du Nord | 13                            |

| Classement | Pays            | Points à la Coupe des Nations |
| ---------- | --------------- | ----------------------------- |
| 1          | Suède           | 4642                          |
| 2          | Norvège         | 4600                          |
| 3          | France          | 4468                          |
| 4          | Allemagne       | 4291                          |
| 5          | Biélorussie     | 4275                          |
| 6          | ROC (Russie)    | 4234                          |
| 7          | Ukraine         | 3930                          |
| 8          | Autriche        | 3807                          |
| 9          | Italie          | 3805                          |
| 10         | Tchéquie        | 3531                          |
| 11         | Suisse          | 3451                          |
| 12         | États-Unis      | 3123                          |
| 13         | Pologne         | 2940                          |
| 14         | Canada          | 2887                          |
| 15         | Finlande        | 2845                          |
| 16         | Estonie         | 2797                          |
| 17         | Chine           | 2417                          |
| 18         | Slovaquie       | 2332                          |
| 19         | Japon           | 2278                          |
| 20         | Bulgarie        | 2178                          |
| 21         | Kazakhstan      | 2136                          |
| 22         | Slovénie        | 1882                          |
| 23         | Corée du Sud    | 1869                          |
| 24         | Lettonie        | 1559                          |
| 25         | Moldavie        | 1375                          |
| 26         | Roumanie        | 1364                          |
| 27         | Lituanie        | 1160                          |
| 28         | Belgique        | 1065                          |
| 29         | Grande-Bretagne | 427                           |
| 30         | Croatie         | 337                           |
| 31         | Danemark        | 324                           |
| 32         | Australie       | 171                           |

### Points de qualification de l'IBU
Au 17 janvier 2021.
| Classement | Pays             | Points |
| ---------- | ---------------- | ------ |
| 1          | Corée du Sud     | 39.99  |
| 2          | Moldavie         | 44.02  |
| 3          | Nouvelle-Zélande | 44.94  |
| 4          | Chine            | 46.66  |
| 5          | Japon            | 47.37  |
| 6          | Kazakhstan       | 49.31  |
| 7          | Moldavie         | 50.85  |
| 8          | Roumanie         | 54.87  |
| 9          | Japon            | 56.54  |
| 10         | Pologne          | 58.53  |
| 11         | Kazakhstan       | 58.65  |
| 12         | Croatie          | 59.59  |
| 13         | Roumanie         | 63.9   |
| 14         | Lettonie         | 69.77  |
| 15         | Serbie           | 72.59  |
| 16         | Pologne          | 72.63  |
| 17         | Chine            | 74.67  |
| 18         | Lettonie         | 75.74  |
| 19         | Corée du Sud     | 81.69  |

| Classement | Pays            | Points |
| ---------- | --------------- | ------ |
| 1          | Lettonie        | 34.66  |
| 2          | Moldavie        | 43.66  |
| 3          | Belgique        | 48.33  |
| 4          | Kazakhstan      | 53.22  |
| 5          | Slovénie        | 57.14  |
| 6          | Slovénie        | 57.38  |
| 7          | Corée du Sud    | 58.19  |
| 8          | Danemark        | 61.68  |
| 9          | Moldavie        | 63.23  |
| 10         | Roumanie        | 65.5   |
| 11         | Lituanie        | 65.69  |
| 12         | Corée du Sud    | 66.58  |
| 13         | Lituanie        | 68.09  |
| 14         | Kazakhstan      | 69.83  |
| 15         | Grande-Bretagne | 72.72  |
| 16         | Lettonie        | 77.95  |
| 17         | Roumanie        | 81.22  |
| 18         | Australie       | 120.73 |
| 19         | Croatie         | 122.58 |
| 20         | Belgique        | 130.28 |
| 21         | Australie       | 136.68 |